# 17651 Tajimi
17651 Tajimi è un asteroide della fascia principale. Scoperto nel 1996, presenta un'orbita caratterizzata da un semiasse maggiore pari a 2,4465411 UA e da un'eccentricità di 0,1008074, inclinata di 7,05886° rispetto all'eclittica.
L'asteroide è dedicato all'omonima località giapponese.